# 1583 en santé et médecine
| Années de la santé et de la médecine : 1580 - 1581 - 1582 - 1583 - 1584 - 1585 - 1586    |
| Décennies de la santé et de la médecine : 1550 - 1560 - 1570 - 1580 - 1590 - 1600 - 1610 |

Cet article présente les faits marquants de l'année 1583 en santé et médecine.

## Événements
- Août : disette à Marseille et rationnement[1].
- Famine en Italie, spécialement dans les États pontificaux[2].

## Publications
- Philip Barrow publie The methode of phisicke[3], manuel plusieurs fois réédité et promis à une grande diffusion[4].
- Georg Bartisch publie son Ophthalmodouleia[5], qui est « le premier traité de chirurgie oculaire et présente l'ensemble des opérations qu'on pratique sur l'œil à la Renaissance[6] ».
- Andrea Cesalpino : De plantis[7].
- Charles de L'Écluse, Rariorum stirpium historia[8].
- Parution des Stirpium historiae pemptades sex[9], première édition latine du Cruydeboeck (1554), « imprimée chez Plantin à Anvers [et] qui constitue le texte définitif de Dodoens[10] ».

## Naissances
- Vers 1583 : Jean Rey (mort en 1645), médecin et chimiste français[11],[12].

## Décès
- 31 décembre : Thomas Erastus (né en 1524), médecin et théologien suisse[13],[14].
- Laurent Joubert (né en 1529), médecin et chirurgien français[15].